# Mistrovství Perského zálivu v ledním hokeji 2016
Mistrovství Perského zálivu v ledním hokeji 2016 byl čtvrtý ročník turnaje národních družstev Mistrovství Perského zálivu v ledním hokeji, který se uskutečnil od 28. ledna do 2. února 2016 v Dauhá v Kataru za účasti čtyř zemí. Vítězství si připsali domácí hráči Spojených arabkých emirátů před hráči Kataru a hráči Kuvajtu.

## Výsledky

### Základní skupina
|     |        | SAE  | Kuvajt | Katar | Omán | V | VP | PP | P | VG | OG | B |
| SF1 | SAE    | ***  | 7:0    | 10:0  | 8:0  | 3 | 0  | 0  | 0 | 25 | 0  | 9 |
| SF2 | Kuvajt | 0:7  | ***    | 7:4   | 17:1 | 2 | 0  | 0  | 1 | 24 | 12 | 6 |
| SF2 | Katar  | 0:10 | 4:7    | ***   | 5:3  | 1 | 0  | 0  | 2 | 9  | 20 | 3 |
| SF1 | Omán   | 0:8  | 1:17   | 3:5   | ***  | 0 | 0  | 0  | 3 | 4  | 30 | 0 |

### Play - off
|  | 1. semifinále | SAE    | 5:0 | Omán  |
|  | 2. semifinále | Kuvajt | 3:5 | Katar |

### Zápasy o 1. - 4. místo
|    | Finále     | SAE    | Katar |
| 1. | SAE        | ***    | 5:0   |
| 2. | Katar      | 0:5    | ***   |
|    | o 3. místo | Kuvajt | Omán  |
| 3. | Kuvajt     | ***    | 5:4   |
| 4. | Omán       | 4:5    | ***   |